# Schlotheimia torquata
Schlotheimia torquata är en bladmossart som beskrevs av Bridel 1812. Schlotheimia torquata ingår i släktet Schlotheimia och familjen Orthotrichaceae. Inga underarter finns listade i Catalogue of Life.